# Ice de Kootenay
Pour les articles homonymes, voir Kootenay (homonymie).
L'Ice de Kootenay est une franchise de hockey sur glace junior-majeur du Canada, localisé à Cranbrook en Colombie-Britannique au Canada et évoluant au sein de la Ligue de hockey de l'Ouest.

## Histoire
La franchise est créée en 1996 sous le nom d'Ice d'Edmonton et déménage deux ans plus tard pour s'installer à Cranbrook.
L'Ice remporte la Coupe Memorial en 1998 et participe de nouveau au tournoi en 2000.
En 2019, l'équipe déménage à Winnipeg pour devenir l'Ice de Winnipeg.